# 须弥 (原神)
须弥是米哈游开发电子游戏《原神》中的虚构国家，該地區於2022年8月24日在遊戲3.0版本「千朵玫瑰帶來的黎明」上線後正式向玩家開放。須彌是《原神》设定的七国中第四个开放的国家，位于提瓦特大陆中西部，由雨林和沙漠两部分组成，信仰“智慧”，代表元素为“草”，守护神为布耶尔，也是游戏主线剧情第三章的主要发生地。
须弥以中世紀中東、古印度和古埃及为原型，文化设计上亦参考了埃及神話、印度史诗等，其場景音乐以中东和南亞乐器演奏。该地區的獨特場景設計、新增玩法和劇情，獲得不少評論員的關注和評論分析。有觀點認為須彌是米哈遊現階段設計得最好的場景，地區的玩法和探索體驗也獲得一定好評，但同時評論員也批評須彌的人文風格設計存在文化挪用和刻板印象問題。

## 創作及設計

### 場景及玩法
2022年7月23日的TapTap 游戏发布会上，米哈遊首次披露須彌的相關信息，須彌是《原神》中提瓦特大陸七國中第四個開放的國家，可以分為「雨林」和「沙漠」兩部分。雨林由參天的巨樹和鋪滿植被的山巒構成，為了表現出熱帶濕潤的風景，場景設計師參考了不少熱帶地區各類的植物；沙漠由沙漠風暴、綠洲和被風沙侵蝕的遺跡構成。場景設計方向是既表現出風景的自然魅力，同時融入幻想元素。和《原神》之前開發的地區相比，須彌的場景是最為複雜多樣的，使用的美術素材也更為精細。米哈遊也通過技術迭代，保證遊戲在提升精細度後仍能穩定運行。在沙漠地區，開發組增加了「動態地形凹陷」功能，讓角色在沙面行動時經過的沙地會下陷。
開發組以「生命」和「凋亡」兩個對立的概念設計須彌場景，除了雨林和沙漠相對，雨林中也有象徵凋亡的「死域」場景。其中雨林地區的玩法設計以「生命、成长、幻想」等概念為核心，同時融入新推出的「草元素」。草元素的設計則圍繞「催化、智慧、生命」三個概念進行開發，並在戰鬥、關卡設計和場景機制中展現這些概念。表現這種設計理念的場景物品有「三相眾物」，三相眾物能與火、雷和草元素進行交互，進而改變形態和功能。還有具有快速旅行功能的四葉印設計，讓玩家的探索有更多自由度。
須彌在設計上參考了中世紀中東和古印度文化，雨林地區的人名和地名主要受到印度文化影響，主要的城市有須彌城和奧摩斯港；沙漠地區主要受到古埃及文化影響，有類似金字塔的赤王陵和聚落阿如村，沙漠地區出身的角色也有參考埃及神話進行設計。須彌雨林中的森林精靈「蘭那羅」，其文化設計上使用了大量梵語，參考了印度史詩《羅摩衍那》和《摩訶婆羅多》。

### 音樂
須彌的場景音樂由伦敦交响乐团与民乐艺术家演奏，使用了曼陀铃、烏德琴、西塔琴、塔布拉鼓、纳伊、杜讀管、印度竹笛、萨兹琴等多種中東和印度樂器，以当地独特调式作为主基调，音樂風格使用了節奏性很強複節奏。《原神》音乐团队HOYO-MiX表示，团队在创作须弥的音乐时，并非寻找民族性最强的乐器，而是在挑选最符合须弥的声音。音樂製作人陈致逸表示在確認須彌的主題是「細雨和飛沙」後，使用了兩種風格設計須彌兩個地區的音樂，雨林場景音樂使用了南亞的樂器，還嘗試融入瑜伽音樂的元素，富有「生命」的氣息；沙漠場景音樂使用了中東的樂器，著重表現出史詩感，還有「年代久远的古代『智慧』」。死域的場景音樂又與前兩者不同，另一個音樂製作人苑萌迪在訪談中透露，場景音樂結合了「偏向無調性的管弦樂和電子音色」，以營造詭異恐怖的氣氛。須彌的整體音樂旋律發展一直有使用模進技巧，除了以此強調須彌「智慧」的設定，還以期涵蓋沙漠和雨林地區兩種不同的音樂風格。

## 设定

沙漠地區的阿如村

### 地理
須彌位於提瓦特大陸的中西部，被誉为“智慧的国度”。須彌由雨林和沙漠兩部分組成，首都須彌城建造在雨林的巨樹上，最大的港口是奧摩斯港。沙漠和雨林交界處有防沙壁，沙漠位於雨林的西邊，赤王陵位於沙漠中心，還有很多赤王時代的遺址，最大的沙漠子民聚居地是阿如村，村子同時是教令院學者的流放地。

### 歷史
須彌過去有三位神明，分別是大慈樹王、赤王和花神，三位關係和睦，還組建王國「阿伊・哈努姆」（又名月女城）。後來花神逝去，喜歡花神的赤王陷入瘋狂，他為花神創造了一個「永恆綠洲」，還去尋求禁忌知識。事後大慈樹王帶領一部分人離開沙漠，在新定居點用自己力量創造了雨林。禁忌知識帶來了破壞生態的「死域」現象和不治之症「魔麟病」，赤王統治區域受到影響幾乎崩潰。赤王為了封印污染的源頭選擇犧牲自己，而大慈樹王在沙漠建造生命神殿淨化禁忌知識帶來的污染，殘存的赤王子民組成了阿如村。時過境遷，大慈樹王和赤王的事跡在流傳中被扭曲，赤王之死被傳為大慈樹王的背叛，這導致赤王子民和雨林居民互相仇視數百年之久。
大慈樹王建立了教令院協助管理須彌，教令院後來也發展成提瓦特最知名的學術機關，同時教令院將知識視為一種資源並進行嚴格的管理。坎瑞亞災變時禁忌知識再次出現，大慈樹王建立虛空系統調動須彌的智慧才勉強淨化污染，但是也發現與世界樹相連的自身也受到污染。為了淨化自身，她創造了沒有污染的分身納西妲，並等待納西妲成長後能徹底淨化自己。納西妲雖然擁有神的權能，但是一直遭到領導教令院的賢者輕視，還被軟禁於淨善宮之中。繼承神位的五百年後，賢者與愚人眾的「博士」合作計劃使用虛空系統和稻妻獲得的神之心創造新的神明取代納西妲。計劃被到訪須彌尋找納西妲的旅行者（玩家角色）破壞，旅行者聯合教令院部分反對勢力和納西妲信眾救出了納西妲，事後納西妲也重組了教令院，並決定關閉虛空系統。納西妲也利用新獲得的神之心，擁有淨化禁忌知識的能力，世界樹是提瓦特的根源所在，記錄了世界所有的信息，淨化大慈樹王等於讓世界徹底遺忘大慈樹王。淨化之後，唯有來自外界的旅行者記得大慈樹王。玩家在完成須彌篇主線任務後，遊戲中關於大慈樹王的描述都會被修正。

### 蘭那羅
大慈樹王創造了精靈「蘭那羅」負責守護雨林，蘭那羅只有孩子才能看見，他們的力量源於自身的記憶與夢境。蘭那羅居住在「桓那蘭那」，拥有自己的文化和歷史，他們以月亮升起為單位記事，熱愛音樂，珍視友誼，信奉森林會記住一切。遊戲中有蘭那羅委託旅行者去淨化雨林中死域的「森林書」系列任務，旅途中旅行者也得知須彌雨林過去的歷史。數百年前須彌也遭遇同等嚴重的死域污染，當時有位與旅行者類似的金髮勇敢「那菈法留納」幫助蘭那羅去淨化死域，旅行者和蘭那羅沿著他的足跡，解決了雨林各地的死域。最後為了完全杜絕新的死域誕生，其中一個蘭那羅「蘭羅摩」犧牲自己成為覺王樹，而代價是蘭那羅一族失去大量的記憶，包括與旅行者冒險的所有記憶。若玩家在完成須彌篇主線後再完成森林書任務，蘭那羅就不會失去記憶，蘭羅摩成為覺王樹的目的是變成修復死域破壞的夢境橋樑。

## 發佈
須彌的開發進度受2019冠狀病毒病影響，一度有可能推遲，米哈遊為此調整開發計劃，確保在須彌能在2022年8月24日發佈的遊戲3.0版本「千朵玫瑰帶來的黎明」上線。一般情況下，玩家跟隨主線劇情會在主線第三章前往須彌地區，由於遊戲採取開放世界的地圖設計，玩家可以選擇在完成主線劇情序章·第一幕就前往須彌地區。3.0版本主要開放須彌的雨林地區，3.1版本「赤土之王與三朝聖者」於同年9月28日發佈，主要是開放沙漠地區。2023年1月18日發佈的3.4版本「磬弦奏華夜」則開放新的沙漠區域「千壑沙地」。同年4月12日發佈的3.6版本「盛典與慧業」再開放沙漠區域「蒼漠囿土」。

## 評價
須彌地區的場景設計獲得評論員正面的評價，不少觀點認為須彌是米哈遊現階段設計得最好的場景。評論員于鱼在17173網摘文讚揚須彌是《原神》目前「最成功的地图」，米哈遊總結了之前三個國家的場景設計經驗，地圖設計錯落有致，「丰满但不复杂」。GamesRadar+的編輯直言遊戲把須彌單獨拿出來就比得上市面上大部分的開放世界遊戲，而且可以媲美他玩過的一些優秀開放世界遊戲。Kotaku編輯姜思琪稱須彌是開放世界設計的奇跡，米哈遊通過須彌擺脫了過去《塞爾達傳說 曠野之息》的影子，形成自己的開放世界模式。編輯灰信鸽在遊戲葡萄發文稱須彌的設計「足够惊艳」，該地區是「《原神》的一个阶段性总结，它囊括了过去的探索，完成了沉淀」。游戏大观編輯以「芥子纳须弥」歸納米哈遊的《原神》地圖設計思路，而須彌是這一思路的「完美展现」。須彌立體化的場景設計，「在看似很小的面积下，容纳超出玩家预期的探索内容」。
一些評論員有指出須彌兩個地區的設計亮點，GameRes游资网評論員浔阳稱讚須彌的雨林地區以河道串聯整個區域的設計，雨林地區也「展现出了足够的差异化」。他還認為米哈遊的場景渲染處理出色，讓「须弥地区的雨林更加赏心悦目，玩家穿行其间的违和感进一步减弱」。Gamer評論員米澤崇史指出須彌不少的場景設計都利用了自然地形，如建造在巨樹上的城市，這些景觀給他留下深刻的印象。于鱼認為須彌城設定富有科技感，城市外的森林「颇有一种漫游仙境的感觉」。遊戲日報的編輯棕熊提到沙漠地區有類似金字塔的「遺跡」，展現出「沙漠的粗犷荒凉和神秘之感」，整個沙漠場景宏觀上讓人震撼，細節上也有風滾草、沙堆等認真打磨的內容。灰信鸽赞扬了須彌地區的音乐，他指出须弥的各区域采用了大量不同风格的民乐，其特有的音色与异域表达有足够的辨识度，为玩家快速建立起对这片区域的第一印象，这种作曲方式象征着“须弥音乐语言所特有的语法”。并以须弥城、兰那罗村落等区域的音乐为例，称须弥的音乐设计“在听觉空间建造着一个大世界”。
須彌地區的玩法設計方面獲得評論員的讚賞，于鱼表示米哈遊優化了稻妻的「雷種子」設計，新的四葉印設計可以無限制使用，讓探索體驗「非常流畅」。Polygon評論員認為四葉印讓須彌的探索變得快捷，讓她有像蜘蛛俠般在空中翱翔的體驗。評論員恶魔摸摸猫在手游那点事發文稱讚須彌的玩法設計「契合当地的环境特色，让玩家更直观地感受到该地图的魅力特色」，而且也加強了場景的交互性，塑造「真实且沉浸的氛围」。
部分評論員提到須彌的任務設計很好地引導了玩家探索，灰信鸽表示米哈遊很好地協調了內容和探索，須彌的「森林书」任務篇幅極長，玩家需要遊歷多地，期間可以了解小精靈蘭那羅和須彌的雨林風貌，主線劇情每個角色都能代表這個國家某一面，更有趣地展開了「探索、玩法、内容的介绍」。浔阳評價須彌的超長線「森林書」任務貫穿了須彌整個雨林地區，「把须弥雨林地区给盘活了」。游戏陀螺的評論員文静也提到「森林書」任務和沙漠地區的「黃金夢鄉」系列任務是「须弥的探索教程」，有助玩家熟悉新開放地區的新機制和玩法。棕熊認為「森林書」展示了「须弥冷漠理性的背后，潜藏的是深刻的浪漫与感性」，讓須彌的形象更為立體。而玩家則對「森林书」的評價不一，批評的觀點主要集中於任務篇幅過長，部分須彌新增玩法需要通過任務進行解鎖等。
此外，部分媒體如Kotaku、Polygon和遊戲角落批評須彌的角色設計存在文化挪用，評論員Rui Zhong在Polygon摘文指出須彌暴露了米哈遊過分依賴刻板印象和生硬照搬現實歷史進行設計，他舉例米哈遊在介紹璃月角色時會分享在開發過程中對特定文化的研究，但是須彌角色的介紹沒有這樣的待遇。他還批評須彌角色設計存在膚色歧視，女性角色衣著暴露，納西妲的設計也沒有表現出須彌參考的中東和南亞文化。

## 備註
1. ↑  神之心在遊戲是神明權柄的具現物，可以控制世界部分的法則。